# Zanthoxylum paracanthum
Zanthoxylum paracanthum är en vinruteväxtart som först beskrevs av Gottfried Wilhelm Johannes Mildbraed, och fick sitt nu gällande namn av J.O. Kokwaro. Zanthoxylum paracanthum ingår i släktet Zanthoxylum och familjen vinruteväxter. Inga underarter finns listade i Catalogue of Life.